# Пара (штат)
Пара́ (порт. Pará) — штат Бразилії, розташований у Північному регіоні. Це другий за площею (1,25 млн км²), але досить мало населений (5,2 млн мешканців) штат Бразилії. Межує із штатами Амапа, Мараньян, Токантінс, Мату-Гросу, Амазонас і Рорайма. На півночі також межує з Гаяною і Суринамом. Столиця та найбільше місто штату — Белен, інші міста: Сантарен, Ананіундеа, Мараба. На території штату річка Амазонка впадає в Атлантичний океан, створюючи у дельті великий острів Маражо. Скорочена назва штату «PA».